# Spilopelia
Spilopelia – rodzaj ptaków z podrodziny gołębi (Columbinae) w obrębie rodziny gołębiowatych (Columbidae).

## Zasięg występowania
Rodzaj obejmuje gatunki występujące w Azji i Afryce.

## Morfologia
Długość ciała 27–30 cm; masa ciała 71–198 g.

## Systematyka

### Etymologia
Spilopelia: gr. σπιλος spilos „plama”; πελεια peleia „gołąb”. 

### Podział systematyczny
Do rodzaju należą następujące gatunki:
- Spilopelia chinensis (Linnaeus, 1766) – synogarlica perłoszyja
- Spilopelia senegalensis (Scopoli, 1786) – synogarlica senegalska